# Morris (Manitoba)
Morris es un municipio rural canadiense situado en la provincia de Manitoba.

## Superficie
Morris tiene una superficie de 1035,32 km².

## Demografía
En 2021, tenía 3049 habitantes, una densidad poblacional de 2,9 hab./km², y 992 viviendas.